# Cis (województwo świętokrzyskie)
Cis – wieś w Polsce położona w województwie świętokrzyskim, w powiecie koneckim, w gminie Ruda Maleniecka.
W latach 1975–1998 miejscowość administracyjnie należała do województwa kieleckiego.
Ze wsi Cis (dawniej odrębna wieś Budy) pochodzi Marianna Cel ps. „Tereska”, która jako jedyna kobieta przyłączyła się do oddziału majora Hubala. 

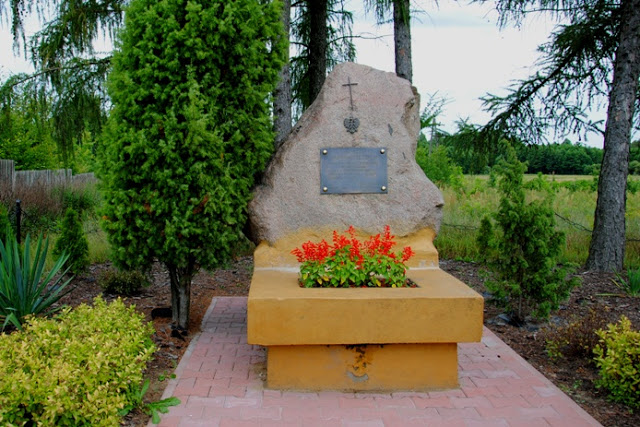
Obelisk upamiętniający Mariannę Cel ps. Tereska

W Cisie znajduje się również pomnik poświęcony jej pamięci. Treść tablicy umieszczonej na obelisku brzmi: „Pamięci Marianny Cel «Teresy» żołnierzowi Oddziału Wydzielonego Wojska Polskiego majora H. Dobrzańskiego „Hubala” urodzonej we wsi Cis 14.01.1918 r. zaginionej w 1942 r. Towarzysze Broni i Społeczeństwo (wrzesień 1989 r.)”. 
Jego szkic wykonała artystka plastyczka Cezaria Iljin-Szymańska, żona Marka Szymańskiego. Sam obelisk wykonali honorowo uczniowie kieleckiej Szkoły Sztuk Plastycznych pod kierunkiem dyr. Tadeusza Maja i budowlanym nadzorem mgr Mieczysława Palimąki.
Wierni Kościoła rzymskokatolickiego należą do parafii św. Wawrzyńca w Lipie.